# Palmarés da Wiggle High5
A equipa ciclista profissional britânico Wiggle High5 (e as suas anteriores denominações), tem tido durante toda a sua história as seguintes vitórias:

## 2017

### Wiggle High5

#### UCI WorldTour de 2017
| Datas          | Carreiras                              | Ganhadora            |
| 4 de março     | Strade Bianche                         | Elisa Longo Borghini |
| 6 de maio      | 2.ª etapa do Tour da Ilha de Chongming | Jolien D'Hoore       |
| 7 de maio      | 3.ª etapa do Tour da Ilha de Chongming | Jolien D'Hoore       |
| 7 de maio      | Tour da Ilha de Chongming              | Jolien D'Hoore       |
| 14 de maio     | 4.ª etapa do Volta à Califórnia        | Giorgia Bronzini     |
| 11 de junho    | 5.ª etapa do The Women's Tour          | Jolien D'Hoore       |
| 3 de julho     | 4.ª etapa do Giro de Itália Feminino   | Jolien D'Hoore       |
| 18 de agosto   | 1.ª etapa do Ladies Tour da Noruega    | Jolien D'Hoore       |
| 10 de setembro | A Madri Challenge by la Vuelta         | Jolien D'Hoore       |

#### Calendário UCI Feminino de 2017
| Datas           | Carreiras                           | Ganhadora         |
| 26 de fevereiro | Omloop van het Hageland             | Jolien D'Hoore    |
| 29 de março     | Pajot Hills Classic                 | Annette Edmondson |
| 3 de abril      | Grande Prêmio de Dottignies         | Jolien D'Hoore    |
| 13 de julho     | Prólogo do BeNe Ladies Tour (CRI)   | Annette Edmondson |
| 5 de setembro   | Prólogo do Lotto Belgium Tour (CRI) | Jolien D'Hoore    |
| 7 de setembro   | 2.ª etapa do Lotto Belgium Tour     | Jolien D'Hoore    |
| 15 de outubro   | Chrono des Nations (CRI)            | Audrey Cordon     |

#### Campeonatos nacionais
| Datas       | Carreiras                                 | Ganhadora            |
| 22 de junho | Campeonato da França Contrarrelógio (CRI) | Audrey Cordon        |
| 23 de junho | Campeonato da Itália Contrarrelógio (CRI) | Elisa Longo Borghini |
| 25 de junho | Campeonato da Bélgica em Estrada          | Jolien D'Hoore       |
| 25 de junho | Campeonato da Itália em Estrada           | Elisa Longo Borghini |

## 2018

### Wiggle High5

#### UCI WorldTour de 2018
| Datas       | Carreiras                              | Ganhadora    |
| 28 de abril | 3.ª etapa do Tour da Ilha de Chongming | Kirsten Wild |
| 7 de julho  | 2.ª etapa do Giro de Itália Feminino   | Kirsten Wild |
| 28 de julho | RideLondon Classique                   | Kirsten Wild |

#### Calendário UCI Feminino de 2018
| Datas         | Carreiras                                   | Ganhadora         |
| 11 de janeiro | 1.ª etapa do Santos Women's Tour            | Annette Edmondson |
| 6 de abril    | 3.ªa etapa do Healthy Ageing Tour           | Kirsten Wild      |
| 26 de abril   | 1.ª etapa da Gracia-Orlová                  | Emilia Fahlin     |
| 27 de abril   | 2.ª etapa da Gracia-Orlová                  | Emilia Fahlin     |
| 28 de abril   | 4.ª etapa da Gracia-Orlová                  | Emilia Fahlin     |
| 29 de abril   | Gracia-Orlová                               | Emilia Fahlin     |
| 3 de maio     | 1.ª etapa do Tour de Yorkshire Women's Race | Kirsten Wild      |
| 31 de maio    | 4.ª etapa do Tour de Turingia feminino      | Lisa Brennauer    |
| 3 de junho    | Tour de Turingia feminino                   | Lisa Brennauer    |
| 19 de julho   | Prólogo da BeNe Ladies Tour (CRI)           | Katie Archibald   |

#### Campeonatos nacionais
| Datas       | Carreiras                                   | Ganhadora      |
| 17 de junho | Campeonato do Japão Contrarrelógio (CRI)    | Eri Yonamine   |
| 22 de junho | Campeonato do Japão em Estrada              | Eri Yonamine   |
| 23 de junho | Campeonato da Suécia em Estrada             | Emilia Fahlin  |
| 28 de junho | Campeonato da França Contrarrelógio (CRI)   | Audrey Cordon  |
| 29 de junho | Campeonato da Alemanha Contrarrelógio (CRI) | Lisa Brennauer |